# Permanent Residence (phim)
Permanent Residence (tạm dịch: Vĩnh cửu Cư lưu, chữ Hán: 永久居留) là một bộ phim tâm lý năm 2009 của Hồng Kông do Osman Hung và Sean Li thủ vai chính và được đạo diễn bởi nhà làm phim Scud.

## Nội dung
Bộ phim kể về cuộc đời của một thanh niên người Hoa, được xem là bán tự truyện của tác giả, người theo đuổi một mối tình đồng tính luyến ái dài lâu với một người bạn nam có xu hướng dị tính luyến ái. Người bạn này hiểu được tâm tư của chàng thanh niên và rất hạnh phúc khi kết bạn với anh nhưng miễn cưỡng bày tỏ tình cảm luyến ái hoặc không muốn đi quá mức tình bạn.

## Sản xuất
Permanent Residence nằm trong bộ ba phim, trong đó bộ thứ hai là Amphetamine, nói về giới hạn của cảm xúc và bộ thứ ba là Life of an Artist nói về giới hạn của nghệ thuật. Đến nay, bộ phim thứ ba vẫn chưa được phát hành.
Điều đáng chú ý là đây là bộ phim nhiều cảnh khỏa thân nhất của Hồng Kông từ trước đến nay, hơn cả bộ phim trước đó là City Without Baseball. Mặc dù vậy, bộ phim vẫn được chiếu bản gốc ở các rạp Hồng Kông và phát hành bình thường dưới dạng DVD. Hình ảnh khỏa thân của hai diễn viên Trung Quốc rất rõ ràng trong đó họ hoàn toàn khỏa thân trước ống kính camera khi tập võ, nói chuyện, uống bia... Lông mu, tinh hoàn và dương vật đều có thể thấy rõ nhiều lần. Ngoài ra, trong album ảnh đi kèm bộ phim, đạo diễn Scud đã đưa ảnh khỏa thân hoàn toàn của mình thay cho diễn viên Sean Li trong ảnh để cố tình nhấn mạnh tính bán tự truyện của bộ phim. Bộ phim còn có hình ảnh khỏa thân hoàn toàn của người mẫu Hồng Kông nổi tiếng Byron Pang, là một thí sinh trong cuộc thi Hoa vương Hồng Kông 2005. Bộ phim được đánh giá là đã thể hiện tình yêu và sự mau chóng như phù du của cuộc sống con người một cách sâu sắc và buồn bã.

## Đánh giá
Ho Yi, trên tạp chí Thời báo Đài Bắc, đã cho rằng phim đề cập đến nhiều vấn đề tình yêu, mối quan hệ, gia đình và nhận thực cá nhân nhưng chưa nói lên được vấn đề một cách triệt để và rằng nhà làm phim đã tự đề cao mình khi lấy ví dụ một đoạn trong phim mô tả người em đề nghị nhân vật chính sinh con để duy trì kiểu gen tốt.
Scud, tác giả kiêm đạo diễn, giải thích về sự khỏa thân trong phim rằng:
"Quần áo chỉ là những thứ ta mặc lên người. Nó không phải là một phần của ta. Vậy thì có quan trọng không? Mặc khác, cơ thể là của bạn, không ai có thể lấy nó ra khỏi bạn. Thế tại sao bạn lại sợ thấy nó. Tôi nghĩ hơi đạo đức giả và kỳ cục nếu người xem cảm thấy e sợ về khỏa thân. Quan niệm ngày nay rằng mặc đồ là bình thường và không mặc đồ là không bình thường, một khái niệm tôi cảm thấy rất không chắc chắn."

Khi giải thích về có quá nhiều cảnh khỏa thân trong phim, anh cũng đã phát biểu: 
"Khỏa thân thể hiện cá tính của nhân vật chính. Anh ta không quan tâm đế những chuẩn mực truyền thống và khỏa thân là cách mà anh ta phản đối xã hội. Một vấn đề nữa là, có một mâu thuẫn là, hai người đàn ông trong phim có thể sống với nhau hoàn toàn khỏa thân nhưng vẫn không thể để mối quan hệ thêm một bước nữa [quan hệ tình dục]. Bộ phim thể hiện sự căng thẳng giữa họ, dẫn đến những mâu thuẫn liên quan đến lòng tự trọng và hệ thống giá trị."

## Diễn viên
- Lý Gia Hào (Sean Li Jia Hao) trong vai Ivan
- Hồng Trí Kiệt (Osman Hung Chi Kit) trong vai Windson
- Chu Đức Bang (Jackie Chow Tak Bong) trong vai Josh Aviv
- Lau Yu Hong trong vai Nam
- Eva Lo trong vai Eva

## DVD
Hãng phát hành DVD Golden Scene/Panorama đã phát hành 3 lần DVD của bộ phim kèm theo VCD vào ngày 15 tháng 7 năm 2009 tại thị trường Hong Kong. Đĩa DVD phiên bản Quốc tế với phụ đề Tiếng Anh đã được phát hành vào ngày 9 tháng 9 năm 2009, nhưng lại bị hoãn vào ngày 5 tháng 10 năm 2009.
Một bản cắt của Đạo diễn của bộ phim đã được phát hành ở dạng BluRay vào ngày 8 tháng 4 năm 2011.